# IPTV

Карта поширення IPTV у світі
Країни, в яких доступне IPTV (принаймні в деяких частинах країни)

Технологія IPTV, IP-TV, IP-телебачення (англ. Internet Protocol Television) — нове покоління цифрового інтерактивного телебачення в мережах передачі даних за протоколом IP. Характерною рисою IPTV є можливість використання потокового мультимедіа.

## Технічний опис

### Архітектура
Архітектура комплексу IPTV зазвичай включає в себе наступні компоненти:
- Підсистема управління комплексом та послугами, яку ще називають «Проміжне програмне забезпечення» або «IPTV Middleware»;
- Підсистема захисту (або закриття) контенту від несанкціонованого доступу (CAS/DRM);
- Підсистема прийому та обробки контенту;
- Підсистема управління відео серверами;
- Підсистема моніторингу якості потоків та клієнтського обладнання.

Найважливішим технічним компонентом рішення при побудові цифрового телебачення IPTV є — Головна станція.
Головна станція — це програмно-апаратний комплекс, який забезпечує прийом сигналу від радіо- і телевізійних станцій і супутників, забезпечує розкодування і демультиплексування цифрових сигналів і MPEG-кодування аналогових сигналів з подальшим мультиплексуванням підготовлених матеріалів в IP-потоки.
В свою чергу компонентами Головної станції є наступні комплекси:
- антенний пост — програмно-апаратний комплекс, який забезпечує прийом сигналів від ефірних станцій і супутників та включає в себе цифрові супутникові приймачі-дескриптори, які забезпечують розкодування цифрових сигналів, отриманих з антенного поста і передачу матеріалів до СТРИМЕР/мультиплексора;
- вузол цифрового кодування — програмно-апаратний комплекс, який забезпечує MPEG-кодування аналогових і цифрових сигналів та передачу матеріалів СТРИМЕР/мультиплексору;
- СТРИМЕР/мультиплексор — ключовий елемент Головної станції, який забезпечує мультиплексування матеріалів та IP-мовлення таким чином, що кожен канал має свою унікальну адресу і порт IP мовлення.

Архітектура рішення IPTV залежить від архітектури магістральної мережі і мережі доступу оператора зв'язку і зазвичай має розподілену структуру.
Основні елементи рішення — такі, як IPTV Middleware, захист контента від несанкціонованого доступу (CAS/DRM), система управління відеосерверами, розміщуються в «Дата центрі» оператора зв'язку, коли відеосервери виносяться ближче до абонента, тобто мереж доступу оператора.
Підсистема захисту контенту від несанкціонованого доступу (CAS/DRM) забезпечує безпеку послуг і захист відеоматеріалів від несанкціонованого перегляду і цифрового копіювання (дотримання авторських прав). Система CAS/DRM здійснює шифрування аудіо- та відеоматеріалів, при цьому доступ до матеріалів абонентам дозволяється при авторизації абонентів власними засобами CAS/DRM або засобами інших систем - Middleware, білінг. Як засоби авторизації, використовуються програмні ключі і найсучасніші й надійні алгоритми. Дешифрування аудіо- та відеоматеріалів здійснюється безпосередньо на стороні абонента за допомогою STB.
Middleware — програмно-апаратний комплекс, який забезпечує управління всіма компонентами рішення «IPTV», обробляє запити від абонентських пристроїв, забезпечує взаємодію з системами оператора зв'язку. Це основний компонент IPTV рішення, оскільки він, в підсумку, і визначає набір послуг, доступний абоненту, користувацький інтерфейс, логіку переходів і алгоритм управління. На Middleware покладається роль координатора в процесі взаємодії практично усіх компонентів комплексу. Middleware  має відкриту архітектуру, що дозволяє оперативно масштабувати компоненти рішення і розширювати спектр послуг. Програмований абонентський інтерфейс дозволяє в повній мірі враховувати потреби операторів зв'язку і їхніх абонентів.
Middleware дозволяє здійснювати:
- авторизацію абонента;
- формування програми передач EPG;
- формування інтерфейсу та інструментів управління рішенням  «IPTV»;
- взаємодію з системами CAS, VoD, Головною станцією, STB-налаштування;
- взаємодію з білінговими системами і системами підтримки бізнесу оператора зв'язку (OSS/BSS/CRM та ін.)

Ядро підсистеми управляє зовнішніми компонентами комплексу, підтримує базу даних абонентів та наданих їм послуг, займається аутентифікацією та авторизацією абонентських пристроїв, взаємодіє із системою обліку послуг (система управління майном, в готелі — система прийому-поселення).
Відеосервери використовуються для реалізації послуг NVoD, VoD, PVR. Відеосервер - це дисковий масив великої ємності з встановленим програмним забезпеченням. Програмне забезпечення реалізує multicast-трансляцію відеоматеріалів для послуги NVoD і unicast-трансляцію при наданні послуги VoD. Відеосервер дозволяє здійснювати перехоплення і запис multicast-потоків, тобто підтримувати послугу PVR, яка полягає в реалізації зміщеного, тобто відкладеного у часі, перегляду.
Абонентський пристрій (або «інтерфейс абонента», «абонентський портал»), також (англ. Subscriber User Interface, SUI) — є сполучною ланкою між системами формування і доставки аудіо- та відеоматеріалів до екрану пристрою абонента. STB-пристрій є міні-комп'ютером з операційною системою і WEB-браузером. Обмін командами управління і медіа матеріалами здійснюється через мережевий інтерфейс. Фактично є «обличчям» всього комплексу, тобто забезпечує те, що абонент бачить на своєму екрані, і завдяки чому він користується послугами.

### Протоколи функціонування
IPTV функціонує в IP-мережах на основі наступних протоколів:
- HTTP  — для організації інтерактивних сервісів (таких як користувацьких меню та ін.);
- RTSP  — для керування потоками мовлення;
- RTP  — для передачі потокового відео;
- IGMP  — для управління мультикаст-потоками.

### Система розподілу контенту
Доставка контенту до клієнтського обладнання здійснюється поверх IP-мережі оператора. При побудові системи IPTV зосереджувати аудіо- та відеоматеріали в єдиній точці обміну — недоцільно. Даний крок призводить до підвищеної завантаженні мережі, нераціонального використання компонентів рішення, відсутності можливості надавати якісні послуги великій кількості абонентів.
Як наслідок, необхідно якісно розподілити в мережі замовника відеосервери, щоб було забезпечено умови:
- мінімальне завантаження мережевої інфраструктури;
- рівномірний розподіл навантаження на відеосервери.

Для вирішення даного завдання використовується система розподілу контенту. Система розподілу отримує від Middleware запити абонентів на доступ до контенту, визначає, на якому сервері з мінімальним завантаженням і в максимальній близькості до абонента знаходяться необхідні дані, і дозволяє абоненту отримати їх з обраного сервера. Якщо на мінімально завантаженому, але максимально наближеному до абонента, сервері необхідного контента не виявлено, то запит буде переадресовано на інший, схожий за умовами, сервер.

### Переваги IPTV
Головними перевагами IPTV є інтерактивність відеопослуг і наявність широкого набору додаткових сервісів (Video on Demand (VoD), VoIP, Time Shifted TV, Network Personal Video Recorder, Electronic Program Guide, Near Video on Demand). Можливості протоколу IP дозволяють надавати не тільки відеопослуги, але й набагато ширший пакет послуг, в тому числі інтерактивних та інтегрованих.
Крім основних IPTV може включати в базовий пакет послуг ряд додаткових сервісів (Video Telephony, голосування, Information Portals, Web, Games, MOD KOD). Це можливо на основі уніфікації і стандартизації різних кінцевих пристроїв, інтеграції звуку, відео і даних на основі IP-протоколу та надання послуг на єдиній технологічній платформі.
В IPTV є можливість використовувати для одного відеоряду два і більше каналів звукового супроводу, наприклад українською та англійською мовами, самі канали при цьому можуть бути поліфонічними.
Перевага IPTV перед кабельним та супутниковим ТБ:
- Нема потреби в придбанні додаткового дорогого обладнання;
- Не потрібно встановлювати обладнання;
- Зображення DVD якості, стереозвук;
- Можливість запису потокового відео на ПК користувача;
- Інноваційна послуга за доступною ціною.

## Проблемні питання
Станом на 2023 рік у світі спостерігається масове застосування нелегальних IPTV-платформ, в тому числі це явище охопило і деякі країни Європи. Так, наприклад, 23 травня 2023 року в Нідерландах, співробітниками Служби фіскальної інформації та розслідувань (FIOD) було проведено рейди та обшуки в рамках кампанії з припинення діяльності нелегальних стрімінгових платформ. Згідно повідомлень ЗМІ, Європейське поліцейське управління надало FIOD допомогу в ліквідації нелегальної платформи IPTV (телебачення за Інтернет-протоколом), декілька осіб були заарештовані за підозрою у причетності до нелегальної потокової трансляції преміального контенту. Як виявилося, послугами нелегальної платформи IPTV користувалися понад 1 мільйон користувачів з усієї Європи.

## Див.також
- Супутникове телебачення
- Кабельне телебачення
- Інтернет-телебачення
- Фільми онлайн